# منتماخر
منتماخر (به اسپانیایی: Montmajor) یک شهرستان در اسپانیا است که در استان بارسلون واقع شده‌است.

## خصوصیات
منتماخر ۷۶٫۴۹ کیلومترمربع مساحت و ۴۷۲ نفر جمعیت دارد و ۷۵۶ متر بالاتر از سطح دریا واقع شده‌است.